# 中野村 (岐阜県安八郡)
中野村（なかのむら）は、かつて岐阜県安八郡に存在した村である。
現在の大垣市中野町などに該当する。

## 歴史
- 1889年（明治22年）7月1日 - 町村制により中野村が発足。
- 1897年（明治30年）4月1日 - 中川村、林東村、林中村、曽根村、貝曽根村、北方村、楽田村、領家村と合併し、改めて中川村が発足。同日中野村は廃止。